# Kvinnor utan gränser
Kvinnor utan gränser (KUG) var en feministisk förening som bildades i augusti 2002. Bland grundarna fanns Hanna Löfqvist och Moa Elf Karlén. Föreningen uppmärksammades i december 2002 när den protesterade mot H&M lättklädda annonsering. Föreningens sista ordförande var Gudrun Schyman.